# Верховна Рада України IX скликання

Розподіл місць у Верховній Раді 9-го скликання

Верховна Рада України IX скликання була обрана на позачергових виборах 21 липня 2019 року. До складу Верховної Ради увійшли представники п'яти партій за пропорційною системою, ще п'яти партій за мажоритарною системою і 46 самовисуванців по одномандатних округах.
Перше засідання відбулося 29 серпня 2019 року.
Як і у попередньому скликанні, до Ради можливо було обрати лише 424 із 450 депутатів, оскільки 26 місць були зарезервовані за мажоритарними округами, що знаходяться на тимчасово окупованих територіях Криму, Севастополя і окремих районів Донецької та Луганської областей. Уперше в історії України партія-переможець виборів «Слуга народу» отримала змогу сформувати однопартійну більшість (монобільшість). Понад 80 % депутатів отримали мандат уперше; найбільше новачків прийшло у парламент від партій «Слуга народу» та «Голос».
Станом на 25 липня 2025 року кількість чинних народних депутатів становила 397 осіб, що стало найнижчим показником за роки незалежності України.

## Результати парламентських виборів
Пропрезидентська партія «Слуга народу» на виборах набрала 43,16 % і отримала 124 місця, а мажоритарні кандидати від партії перемогли на 130 округах, тому партія отримала більшість в парламенті та отримала можливість сама утворити коаліцію. Також п'ятивідсотковий бар'єр подолали чотири партії: ОПЗЖ, ВО «Батьківщина», «Європейська солідарність» і «Голос». Ще три партії не пройшли бар'єр, але їхні представники перемогли в мажоритарних округах — «Опозиційний блок», ВО «Свобода» і «Об'єднання „Самопоміч“». Партії «Єдиний центр» і «Біла Церква разом» не висували кандидатів у багатомандатному окрузі, але їхні висуванці здобули перемоги в мажоритарних округах (по одному округу кожна).
| Партія                     | 1-й номер                     | Відсоток БМО | БМО | ОВО | Усього |
| -------------------------- | ----------------------------- | ------------ | --- | --- | ------ |
| Слуга народу               | Разумков Дмитро Олександрович | 43,16 %      | 124 | 130 | 254    |
| «ОПЗЖ»                     | Бойко Юрій Анатолійович       | 13,05 %      | 37  | 6   | 43     |
| ВО «Батьківщина»           | Тимошенко Юлія Володимирівна  | 8,18 %       | 24  | 2   | 26     |
| «Європейська солідарність» | Порошенко Петро Олексійович   | 8,10 %       | 23  | 2   | 25     |
| «Голос»                    | Вакарчук Святослав Іванович   | 5,82 %       | 17  | 3   | 20     |
| «Опозиційний блок»         |                               | —            | —   | 6   | 6      |
| ВО «Свобода»               |                               | —            | —   | 1   | 1      |
| «Об'єднання „Самопоміч“»   |                               | —            | —   | 1   | 1      |
| «Єдиний центр»             |                               | —            | —   | 1   | 1      |
| «Біла Церква разом»        |                               | —            | —   | 1   | 1      |
| Самовисуванці              |                               |              |     | 46  | 46     |
| Вакантні місця             |                               |              |     | 26  | 26     |

## Історія

### Початок роботи
29 серпня 2019 року відбулося перше засідання 9-го скликання. У перший день сесії в залі зареєструвались 405 народних депутатів з 424-х, зареєстрованих Центральною виборчою комісією. Було сформовано президію, фракції, комітети, а також затверджено новий склад уряду та попередньо схвалено обмеження депутатської недоторканності. Перше засідання завершилося близько 2:15 ночі — депутати працювали у стінах Верховної Ради понад 12 годин.
3 вересня 2019 року на першому засіданні другої сесії Верховна Рада ухвалила у другому читанні та в цілому зміни до Конституції щодо обмеження недоторканності народних депутатів України з 1 січня 2020 року. За — проголосувало 373 депутати. На засіданні також був присутній президент Зеленський, який прийшов підтримати голосування. Законопроєкт не повністю скасував недоторканність, а натомість прибрав положення із 80-ї статті Конституції, яке унеможливлювало притягнення парламентарів до кримінальної відповідальності без згоди Верховної Ради. Чинною залишилися норма про депутатський індемнітет, згідно з якою депутати не несуть юридичної відповідальності за політичні рішення, за голосування чи будь-які політичні та публічні виступи.
13 вересня Рада достроково припинила повноваження всіх членів ЦВК України за поданням Президента.

### Російське вторгнення
21 лютого 2022 року Президент РФ Путін заявив про визнання незалежності терористичних угруповань ДНР та ЛНР, а 22 лютого Рада федерації підтримала звернення Путіна про використання російської армії за кордоном. Увечері 22 лютого в Офісі Президента відбулася нарада Президента Зеленського, Прем'єр-міністра Шмигаля, представників депутатських фракцій і груп та голів силових відомств щодо посилення обороноздатності й зовнішньої підтримки України.
23 лютого за пропозицією РНБО Президент підписав Указ про запровадження в Україні надзвичайного стану, увечері ВРУ затвердила його, за це проголосували 335 депутатів.
Уранці 24 лютого почалося повномасштабне вторгнення РФ до України, після чого ВРУ терміново зібралася, запровадивши в Україні воєнний стан, затвердивши Указ Президента № 64/2022 (300 депутатів «за»).
Упродовж 2022 року ВРУ прийняла 355 законів і понад 380 постанов в умовах дії воєнного стану: 10 змін до Закону про бюджет на 2022 рік, збільшивши видатки на ЗСУ та виділивши 1141 млрд грн (18,2 % ВВП) на оборону. За лютий-грудень 2022 року ВРУ ратифікувала 28 і денонсувала 13 міжнародних угод.
ВРУ затвердила 11 указів Президента: про використання ЗСУ, п'ять разів продовжувала дію Указу про воєнний стан, тричі продовжувала загальну мобілізацію.
Окрім інших, ВРУ прийняла постанови, націлені на протидію агресії РФ:
- про вчинення РФ геноциду в Україні (№ 2188-ІХ)[26];
- про агресію Російської Федерації у районах Чорного та Азовського морів і Керченської протоки (№ 2595-ІХ)[27];
- засудження етапу ескалації безпекової ситуації у світі, спровокованим владою РФ (№ 2630-ІХ)[28];
- засудження злочинних рішень керівництва РФ щодо спроби анексії тимчасово окупованих територій Донецької, Луганської, Запорізької та Херсонської областей України (№ 2632-ІХ)[29];
- засудження підтримки Іраном війни РФ проти України (№ 2692-ІХ)[30];
- визнання російського режиму терористичним, нелегітимності перебування РФ у ООН та її формуваннях (№ 2787-ІХ)[31];
- засудження енергетичного тероризму РФ (№ 2788-ІХ)[32].

## Керівництво
| Посада        | Особа               | Час на посаді                  | Партія           |
| ------------- | ------------------- | ------------------------------ | ---------------- |
| Голова        | Дмитро Разумков     | 29 серпня 2019 — 7 жовтня 2021 | Слуга народу     |
| Голова        | Руслан Стефанчук    | з 8 жовтня 2021                | Слуга народу     |
| 1-й заступник | Руслан Стефанчук    | 29 серпня 2019 — 8 жовтня 2021 | Слуга народу     |
| 1-й заступник | Олександр Корнієнко | з 19 жовтня 2021               | Слуга народу     |
| Заступник     | Олена Кондратюк     | з 29 серпня 2019               | ВО «Батьківщина» |

## Поточний склад
За підсумками позачергових виборів 21 липня 2019 року до Верховної Ради обрано 424 депутати. Набули повноважень 29 серпня 2019 року.
Станом на 1 серпня 2024 рок5 у Верховній Раді налічується 397 депутатів, які входять до 8 депутатських фракцій і груп:
| Фракція, група                     | Скор. | Голова                                                      | Дата створення | К-сть депутатів |
| ---------------------------------- | ----- | ----------------------------------------------------------- | -------------- | --------------- |
| Фракція «Слуга народу»             | СН    | Арахамія Давид Георгійович                                  | 29 серпня 2019 | 231             |
| Фракція «Європейська солідарність» | ЄС    | Герасимов Артур Володимирович Геращенко Ірина Володимирівна | 29 серпня 2019 | 27              |
| Фракція ВО «Батьківщина»           | ВОБ   | Тимошенко Юлія Володимирівна                                | 29 серпня 2019 | 25              |
| Група «Платформа за життя та мир»  | ПЖМ   | Бойко Юрій Анатолійович                                     | 21 квітня 2022 | 21              |
| Фракція партії «Голос»             | ПГ    | Устінова Олександра Юріївна                                 | 29 серпня 2019 | 19              |
| Група «Довіра»                     | ГД    | Кулініч Олег Іванович                                       | 6 грудня 2019  | 19              |
| Група «Відновлення України»        | ВУ    | Славицька Антоніна Керимівна                                | 22 травня 2022 | 17              |
| Група «За майбутнє»                | ЗМ    | Батенко Тарас Іванович                                      | 29 серпня 2019 | 17              |
| Позафракційні                      | ПФ    |                                                             |                | 21              |

| Партія                 | Особа                                      | № у списку | № округу | Фракція, група | Повноваження з |
| ---------------------- | ------------------------------------------ | ---------- | -------- | -------------- | -------------- |
| Слуга народу           | Пашковський Максим Ігорович                |            | 11       | СН             |                |
| Слуга народу           | Драбовський Анатолій Григорович            |            | 12       | СН             |                |
| Самовисування          | Юрчишин Петро Васильович                   |            | 13       | ЗМ             |                |
| Слуга народу           | Борзова Ірина Наумівна                     |            | 14       | СН             |                |
| Самовисування          | Білозір Лариса Миколаївна                  |            | 15       | ГД             |                |
| Самовисування          | Вацак Геннадій Анатолійович                |            | 16       | ГД             |                |
| Самовисування          | Кучер Микола Іванович                      |            | 17       | ГД             |                |
| ВО «Батьківщина»       | Мейдич Олег Леонідович                     |            | 18       | ВОБ            |                |
| Самовисування          | Гузь Ігор Володимирович                    |            | 19       | ЗМ             |                |
| Слуга народу           | Рубльов Вячеслав Володимирович             |            | 20       | СН             |                |
| Самовисування          | Івахів Степан Петрович                     |            | 21       | ЗМ             |                |
| Самовисування          | Палиця Ігор Петрович                       |            | 22       | ЗМ             |                |
| Самовисування          | Констанкевич Ірина Мирославівна            |            | 23       | ЗМ             |                |
| Слуга народу           | Кисилевський Дмитро Давидович              |            | 24       | СН             |                |
| Слуга народу           | Бужанський Максим Аркадійович              |            | 25       | СН             |                |
| Слуга народу           | Нестеренко Кирилл Олександрович            |            | 26       | СН             |                |
| Слуга народу           | Медяник В'ячеслав Анатолійович             |            | 27       | СН             |                |
| Слуга народу           | Мисягін Юрій Михайлович                    |            | 28       | СН             |                |
| Слуга народу           | Демченко Сергій Олексійович                |            | 29       | СН             |                |
| Слуга народу           | Лічман Ганна Василівна                     |            | 30       | СН             |                |
| Слуга народу           | Захарченко Володимир Васильович            |            | 31       | СН             |                |
| Слуга народу           | Криворучкіна Олена Володимирівна           |            | 32       | СН             |                |
| Слуга народу           | Корявченков Юрій Валерійович               |            | 33       | СН             |                |
| Слуга народу           | Чорний Дмитро Сергійович                   |            | 34       | СН             |                |
| Слуга народу           | Герман Денис Вадимович                     |            | 35       | СН             |                |
| Слуга народу           | Каптєлов Роман Володимирович               |            | 36       | СН             |                |
|                        |                                            |            | 37       |                |                |
| Слуга народу           | Бородін Владислав Валерійович              |            | 38       | СН             |                |
| Слуга народу           | Северин Сергій Сергійович                  |            | 39       | СН             |                |
|                        |                                            |            | 40       |                |                |
| Опозиційний блок       | Магомедов Муса Сергоєвич                   |            | 45       | ПФ             |                |
| ОПЗЖ                   | Христенко Федір Володимирович              |            | 46       | ПФ             |                |
|                        |                                            |            | 47       |                |                |
|                        |                                            |            | 48       |                |                |
| ОПЗЖ                   | Гнатенко Валерій Сергійович                |            | 49       | ВУ             |                |
|                        |                                            |            | 50       |                |                |
| Самовисування          | Ковальов Олександр Іванович                |            | 51       | ВУ             |                |
| ВО «Батьківщина»       | Яковенко Євген Геннадійович                |            | 52       | ВУ             |                |
|                        |                                            |            | 57       |                |                |
| Опозиційний блок       | Магера Сергій Васильович                   |            | 58       | ПФ             |                |
|                        |                                            |            | 59       |                |                |
|                        |                                            |            | 60       |                |                |
| Слуга народу           | Герасименко Ігор Леонідович                |            | 62       | СН             |                |
| Слуга народу           | Кицак Богдан Вікторович                    |            | 63       | СН             |                |
| Самовисування          | Арешонков Володимир Юрійович               |            | 64       | ГД             |                |
| Слуга народу           | Костюк Дмитро Сергійович                   |            | 65       | СН             |                |
| Слуга народу           | Грищенко Тетяна Миколаївна                 |            | 66       | СН             |                |
| Слуга народу           | Кузьміних Сергій Володимирович             |            | 67       | СН             |                |
| Самовисування          | Горват Роберт Іванович                     |            | 68       | ГД             |                |
| Єдиний центр           | Балога Віктор Іванович                     |            | 69       | ПФ             |                |
| Слуга народу           | Лаба Михайло Михайлович                    |            | 70       | СН             |                |
| Самовисування          | Лунченко Валерій Валерійович               |            | 71       | ГД             |                |
| Самовисування          | Петьовка Василь Васильович                 |            | 72       | ГД             |                |
| Самовисування          | Поляк Владіслав Миколайович                |            | 73       | ГД             |                |
| Слуга народу           | Касай Геннадій Олександрович               |            | 74       | СН             |                |
| Слуга народу           | Соха Роман Васильович                      |            | 75       | ПФ             |                |
| Слуга народу           | Шевченко Євгеній Володимирович             |            | 76       | ВУ             |                |
| Слуга народу           | Штепа Сергій Сергійович                    |            | 77       | СН             |                |
| ОПЗЖ                   | Пономарьов Олександр Сергійович            |            | 78       | ПЖМ            |                |
| Слуга народу           | Яцик Юлія Григорівна                       |            | 79       | ПФ             |                |
| Самовисування          | Мінько Сергій Анатолійович                 |            | 80       | ГД             |                |
| Слуга народу           | Мельник Павло Вікторович                   |            | 81       | СН             |                |
| Слуга народу           | Нікітіна Марина Вікторівна                 |            | 82       | СН             |                |
| ВО «Свобода»           | Савчук Оксана Василівна                    |            | 83       | ПФ             |                |
| Слуга народу           | Фріс Ігор Павлович                         |            | 84       | СН             |                |
| Слуга народу           | Прощук Едуард Петрович                     |            | 85       | СН             |                |
| Слуга народу           | Матусевич Олександр Борисович              |            | 86       | СН             |                |
| Слуга народу           | Вірастюк Василь Ярославович                |            | 87       | СН             | 15.06.2021     |
|                        |                                            |            | 88       |                |                |
| Слуга народу           | Тимофійчук Володимир Ярославович           |            | 89       | СН             |                |
| Біла Церква разом      | Бабенко Микола Вікторович                  |            | 90       | ГД             |                |
| Слуга народу           | Дунда Олег Андрійович                      |            | 91       | СН             |                |
| Слуга народу           | Колюх Валерій Вікторович                   |            | 92       | СН             |                |
| Слуга народу           | Скороход Анна Костянтинівна                |            | 93       | ЗМ             |                |
| Слуга народу           | Дубінський Олександр Анатолійович          |            | 94       | ПФ             |                |
| Слуга народу           | Горобець Олександр Сергійович              |            | 95       | СН             |                |
| Слуга народу           | Василевська-Смаглюк Ольга Михайлівна       |            | 96       | СН             |                |
| Слуга народу           | Галушко Микола Леонідович                  |            | 97       | СН             |                |
| Слуга народу           | Бунін Сергій Валерійович                   |            | 98       | СН             |                |
| Слуга народу           | Дануца Олександр Анатолійович              |            | 99       | СН             |                |
| Слуга народу           | Мурдій Ігор Юрійович                       |            | 100      | СН             |                |
| Слуга народу           | Кузбит Юрій Михайлович                     |            | 101      | СН             |                |
|                        |                                            |            | 102      |                |                |
| Слуга народу           | Воронько Олег Євгенійович                  |            | 103      | ВУ             |                |
| Опозиційний блок       | Гриб Вікторія Олександрівна                |            | 105      | ПФ             |                |
| Слуга народу           | Кузнєцов Олексій Олександрович             |            | 106      | СН             |                |
| Самовисування          | Сухов Олександр Сергійович                 |            | 107      | ГД             |                |
| Самовисування          | Вельможний Сергій Анатолійович             |            | 112      | ГД             |                |
| ОПЗЖ                   | Лукашев Олександр Анатолійович             |            | 113      | ВУ             |                |
| Самовисування          | Шахов Сергій Володимирович                 |            | 114      | ГД             |                |
| Голос                  | Піпа Наталія Романівна                     |            | 115      | ПГ             |                |
| ЄС                     | Княжицький Микола Леонідович               |            | 116      | ЄС             |                |
|                        |                                            |            | 117      |                |                |
| Голос                  | Васильченко Галина Іванівна                |            | 118      | ПГ             |                |
| ЄС                     | Бондар Михайло Леонтійович                 |            | 119      | ЄС             |                |
| Самовисування          | Дубневич Ярослав Васильович                |            | 120      | ЗМ             |                |
| Слуга народу           | Саламаха Орест Ігорович                    |            | 121      | СН             |                |
| Об'єднання «Самопоміч» | Бакунець Павло Андрійович                  |            | 122      | ГД             |                |
| Самовисування          | Батенко Тарас Іванович                     |            | 123      | ЗМ             |                |
| Слуга народу           | Камельчук Юрій Олександрович               |            | 124      | СН             |                |
| Самовисування          | Лопушанський Андрій Ярославович            |            | 125      | ЄС             |                |
| Самовисування          | Кіт Андрій Богданович                      |            | 126      | ГД             |                |
| Слуга народу           | Пасічний Олександр Станіславович           |            | 127      | СН             |                |
| Слуга народу           | Гайду Олександр Васильович                 |            | 128      | СН             |                |
| Слуга народу           | Копитін Ігор Володимирович                 |            | 129      | СН             |                |
| Слуга народу           | Негулевський Ігор Петрович                 |            | 130      | СН             |                |
| Слуга народу           | Чорноморов Артем Олегович                  |            | 131      | СН             |                |
| Слуга народу           | Дирдін Максим Євгенович                    |            | 132      | СН             |                |
| Слуга народу           | Дмитрук Артем Геннадійович                 |            | 133      | ВУ             |                |
| Слуга народу           | Колєв Олег Вікторович                      |            | 134      | СН             |                |
| Слуга народу           | Леонов Олексій Олександрович               |            | 135      | СН             |                |
| Слуга народу           | Горенюк Олександр Олександрович            |            | 136      | СН             |                |
| Самовисування          | Гончаренко Олексій Олексійович             |            | 137      | ЄС             |                |
| Слуга народу           | Чернявський Степан Миколайович             |            | 138      | СН             |                |
|                        |                                            |            | 139      |                |                |
| Слуга народу           | Колебошин Сергій Валерійович               |            | 140      | СН             |                |
| Слуга народу           | Ткаченко Олександр Михайлович              |            | 141      | СН             |                |
| Самовисування          | Кіссе Антон Іванович                       |            | 142      | ГД             |                |
| Самовисування          | Урбанський Анатолій Ігорович               |            | 143      | ЗМ             |                |
| Слуга народу           | Нальотов Дмитро Олександрович              |            | 144      | СН             |                |
| Слуга народу           | Боблях Андрій Ростиславович                |            | 145      | СН             |                |
| Самовисування          | Шаповалов Юрій Анатолійович                |            | 146      | ЗМ             |                |
| Самовисування          | Кулініч Олег Іванович                      |            | 147      | ГД             |                |
| Слуга народу           | Ляшенко Анастасія Олексіївна               |            | 148      | СН             |                |
| Слуга народу           | Касай Костянтин Іванович                   |            | 149      | СН             |                |
| Слуга народу           | Мовчан Олексій Васильович                  |            | 150      | СН             |                |
| Слуга народу           | Березін Максим Юрійович                    |            | 151      | СН             |                |
| Слуга народу           | Ковальчук Олександр Володимирович          |            | 152      | СН             |                |
| Слуга народу           | Іванісов Роман Валерійович                 |            | 153      | ВУ             |                |
| Слуга народу           | Аліксійчук Олександр Васильович            |            | 154      | СН             |                |
| Самовисування          | М'ялик Віктор Ничипорович                  |            | 155      | ЗМ             |                |
| Слуга народу           | Литвиненко Сергій Анатолійович             |            | 156      | СН             |                |
| Слуга народу           | Скрипка (Рябуха) Тетяна Василівна          |            | 157      | СН             |                |
| Слуга народу           | Васильєв Ігор Сергійович                   |            | 158      | СН             |                |
|                        |                                            |            | 159      |                |                |
| Самовисування          | Молоток Ігор Федорович                     |            | 160      | ЗМ             |                |
| Слуга народу           | Гузенко Максим Васильович                  |            | 161      | СН             |                |
| Слуга народу           | Задорожній Микола Миколайович              |            | 162      | СН             |                |
| Слуга народу           | Богданець Андрій Володимирович             |            | 163      | СН             |                |
| Слуга народу           | Василів Ігор Володимирович                 |            | 164      | СН             |                |
| Самовисування          | Чайківський Іван Адамович                  |            | 165      | ЗМ             |                |
| Самовисування          | Люшняк Микола Володимирович                |            | 166      | ГД             |                |
| Слуга народу           | Гевко Володимир Леонідович                 |            | 167      | СН             |                |
| Слуга народу           | Мезенцева-Федоренко Марія Сергіївна        |            | 168      | СН             |                |
| Слуга народу           | Куницький Олександр Олегович               |            | 169      | СН             |                |
| Слуга народу           | Одарченко Андрій Миколайович               |            | 170      | СН             |                |
| Слуга народу           | Кінзбурська Вікторія Олександрівна         |            | 171      | СН             |                |
| Слуга народу           | Здебський Юрій Вікторович                  |            | 172      | СН             |                |
| Слуга народу           | Бакумов Олександр Сергійович               |            | 173      | СН             |                |
| Самовисування          | Фельдман Олександр Борисович               |            | 174      | ВУ             |                |
| Слуга народу           | Пивоваров Євген Павлович                   |            | 175      | СН             |                |
|                        |                                            |            | 176      |                |                |
| Слуга народу           | Любота Дмитро Валерійович                  |            | 177      | СН             |                |
| Слуга народу           | Літвінов Олександр Миколайович             |            | 178      | СН             |                |
| Самовисування          | Світлична Юлія Олександрівна               |            | 179      | ПФ             | 13.04.2020     |
| Слуга народу           | Красов Олексій Ігорович                    |            | 180      | СН             |                |
| Слуга народу           | Микиша Дмитро Сергійович                   |            | 181      | ПФ             |                |
| Слуга народу           | Павліш Павло Васильович                    |            | 182      | СН             |                |
| Слуга народу           | Вагнєр Вікторія Олександрівна              |            | 183      | СН             |                |
| Слуга народу           | Козир Сергій В'ячеславович                 |            | 184      | СН             | 16.11.2021     |
| Слуга народу           | Іванов Володимир Ілліч                     |            | 185      | СН             |                |
|                        |                                            |            | 186      |                |                |
| Слуга народу           | Стефанчук Микола Олексійович               |            | 187      | СН             |                |
| Самовисування          | Лабазюк Сергій Петрович                    |            | 188      | ЗМ             |                |
| Слуга народу           | Копанчук Олена Євгенівна                   |            | 189      | СН             |                |
| Слуга народу           | Жмеренецький Олексій Сергійович            |            | 190      | СН             |                |
| Самовисування          | Бондар Віктор Васильович                   |            | 191      | ПФ             |                |
| Самовисування          | Герега Олександр Володимирович             |            | 192      | ЗМ             |                |
| Слуга народу           | Марчук Ігор Петрович                       |            | 193      | СН             |                |
| Слуга народу           | Шпак Любов Олександрівна                   |            | 194      | СН             |                |
| Слуга народу           | Арсенюк Олег Олексійович                   |            | 195      | СН             |                |
| Слуга народу           | Стріхарський Андрій Петрович               |            | 196      | СН             |                |
| Слуга народу           | Войцехівський Віталій Олександрович        |            | 197      | СН             | 16.11.2021     |
| Самовисування          | Рудик Сергій Ярославович                   |            | 198      | ЗМ             | 12.11.2019     |
| Слуга народу           | Нагорняк Сергій Володимирович              |            | 199      | СН             |                |
| Самовисування          | Яценко Антон Володимирович                 |            | 200      | ПФ             |                |
| Слуга народу           | Лис Олена Георгіївна                       |            | 201      | СН             |                |
| Слуга народу           | Заремський Максим Валентинович             |            | 202      | СН             |                |
| Слуга народу           | Мазурашу Георгій Георгійович               |            | 203      | СН             |                |
| Слуга народу           | Божик Валерій Іванович                     |            | 204      | СН             |                |
| Слуга народу           | Семінський Олег Валерійович                |            | 205      | СН             |                |
|                        |                                            |            | 206      |                |                |
| Слуга народу           | Зуєв Максим Сергійович                     |            | 207      | СН             |                |
| Слуга народу           | Гунько Анатолій Григорович                 |            | 208      | ВУ             | 17.11.2020     |
| Слуга народу           | Зуб Валерій Олексійович                    |            | 209      | СН             |                |
| Самовисування          | Приходько Борис Вікторович                 |            | 210      | ГД             |                |
| Слуга народу           | Юрченко Олександр Миколайович              |            | 211      | ВУ             |                |
| Слуга народу           | Перебийніс Максим Вікторович               |            | 212      | СН             |                |
| Слуга народу           | Дубнов Артем Васильович                    |            | 213      | СН             |                |
|                        |                                            |            | 214      |                |                |
| Слуга народу           | Яременко Богдан Васильович                 |            | 215      | СН             |                |
| Слуга народу           | Забуранна Леся Валентинівна                |            | 216      | СН             |                |
| Слуга народу           | Безугла Мар'яна Володимирівна              |            | 217      | ПФ             |                |
| Слуга народу           | Гурін Дмитро Олександрович                 |            | 218      | СН             |                |
| Слуга народу           | Тищенко Микола Миколайович                 |            | 219      | ПФ             |                |
| Слуга народу           | Бондар Ганна Вячеславівна                  |            | 220      | СН             |                |
| Слуга народу           | Пуртова Анна Анатоліївна                   |            | 221      | СН             |                |
| Слуга народу           | Грищук Роман Павлович                      |            | 222      | СН             |                |
| Слуга народу           | Буймістер Людмила Анатоліївна              |            | 223      | ВОБ            |                |
| Слуга народу           | Разумков Дмитро Олександрович              | 1          |          | ПФ             |                |
| Слуга народу           | Стефанчук Руслан Олексійович               | 2          |          | ПФ             |                |
| Слуга народу           | Арахамія Давид Георгійович                 | 4          |          | СН             |                |
| Слуга народу           | Янченко Галина Ігорівна                    | 5          |          | СН             |                |
| Слуга народу           | Корнієнко Олександр Сергійович             | 7          |          | ПФ             |                |
| Слуга народу           | Радіна (Красносільська) Анастасія Олегівна | 8          |          | СН             |                |
| Слуга народу           | Беленюк Жан Венсанович                     | 10         |          | СН             |                |
| Слуга народу           | Бабак Сергій Віталійович                   | 11         |          | СН             |                |
| Слуга народу           | Шуляк Олена Олексіївна                     | 13         |          | СН             |                |
| Слуга народу           | Наталуха Дмитро Андрійович                 | 14         |          | СН             |                |
| Слуга народу           | Ясько Єлизавета Олексіївна                 | 15         |          | СН             |                |
| Слуга народу           | Герус Андрій Михайлович                    | 17         |          | СН             |                |
| Слуга народу           | Радуцький Михайло Борисович                | 18         |          | СН             |                |
| Слуга народу           | Гетманцев Данило Олександрович             | 20         |          | СН             |                |
| Слуга народу           | Лерос Гео Багратович                       | 23         |          | ПФ             |                |
| Слуга народу           | Кальченко Сергій Віталійович               | 24         |          | СН             |                |
| Слуга народу           | Ткаченко Максим Миколайович                | 25         |          | СН             |                |
| Слуга народу           | Чернєв Єгор Володимирович                  | 26         |          | СН             |                |
| Слуга народу           | Юраш Святослав Андрійович                  | 27         |          | СН             |                |
| Слуга народу           | Сушко Павло Миколайович                    | 28         |          | СН             |                |
| Слуга народу           | Діденко Юлія Олександрівна                 | 32         |          | СН             |                |
| Слуга народу           | Соломчук Дмитро Вікторович                 | 33         |          | СН             |                |
| Слуга народу           | Ананченко Михайло Олегович                 | 34         |          | СН             |                |
| Слуга народу           | Неклюдов Владлен Михайлович                | 36         |          | СН             |                |
| Слуга народу           | Кривошеєв Ігор Сергійович                  | 37         |          | СН             |                |
| Слуга народу           | Іонушас Сергій Костянтинович               | 38         |          | СН             |                |
| Слуга народу           | Завітневич Олександр Михайлович            | 39         |          | СН             |                |
| Слуга народу           | Струневич Вадим Олегович                   | 40         |          | СН             |                |
| Слуга народу           | Воронов Володимир Анатолійович             | 41         |          | СН             |                |
| Слуга народу           | Кісєль Юрій Григорович                     | 43         |          | СН             |                |
| Слуга народу           | Галайчук Вадим Сергійович                  | 44         |          | СН             |                |
| Слуга народу           | Ковальов Артем Володимирович               | 45         |          | СН             |                |
| Слуга народу           | Стернійчук Валерій Олександрович           | 46         |          | СН             |                |
| Слуга народу           | Михайлюк Галина Олегівна                   | 47         |          | СН             |                |
| Слуга народу           | Бабій Роман Вячеславович                   | 48         |          | СН             |                |
| Слуга народу           | Качура Олександр Анатолійович              | 49         |          | СН             |                |
| Слуга народу           | Культенко Артем Валерійович                | 51         |          | СН             |                |
| Слуга народу           | Марусяк Олег Романович                     | 52         |          | СН             |                |
| Слуга народу           | Кириченко Микола Олександрович             | 53         |          | СН             |                |
| Слуга народу           | Третьякова Галина Миколаївна               | 54         |          | СН             |                |
| Слуга народу           | Халімон Павло Віталійович                  | 55         |          | СН             |                |
| Слуга народу           | Мошенець Олена Володимирівна               | 56         |          | СН             |                |
| Слуга народу           | Саладуха Ольга Валеріївна                  | 57         |          | СН             |                |
| Слуга народу           | Коваль Ольга Володимирівна                 | 58         |          | СН             |                |
| Слуга народу           | Загоруйко Аліна Леонідівна                 | 59         |          | СН             |                |
| Слуга народу           | Бондаренко Олег Володимирович              | 60         |          | СН             |                |
| Слуга народу           | Крячко Михайло Валерійович                 | 61         |          | СН             |                |
| Слуга народу           | Бардіна Марина Олегівна                    | 62         |          | СН             |                |
| Слуга народу           | Марченко Людмила Іванівна                  | 63         |          | СН             |                |
| Слуга народу           | Юнаков Іван Сергійович                     | 64         |          | СН             |                |
| Слуга народу           | Володіна Дар'я Артемівна                   | 65         |          | СН             |                |
| Слуга народу           | Савченко Ольга Станіславівна               | 66         |          | СН             |                |
| Слуга народу           | Гринчук Оксана Анатоліївна                 | 67         |          | СН             |                |
| Слуга народу           | Козак Володимир Васильович                 | 68         |          | СН             |                |
| Слуга народу           | Сова Олександр Георгійович                 | 70         |          | СН             |                |
| Слуга народу           | Ватрас Володимир Антонович                 | 72         |          | СН             |                |
| Слуга народу           | Мулик Роман Миронович                      | 73         |          | СН             |                |
| Слуга народу           | Тарасов Олег Сергійович                    | 74         |          | СН             |                |
| Слуга народу           | Костюх Анатолій Вячеславович               | 75         |          | СН             |                |
| Слуга народу           | Брагар Євгеній Вадимович                   | 76         |          | СН             |                |
| Слуга народу           | Безгін Віталій Юрійович                    | 77         |          | СН             |                |
| Слуга народу           | Салійчук Олександр В'ячеславович           | 79         |          | СН             |                |
| Слуга народу           | Рєпіна Елла Анатоліївна                    | 80         |          | СН             |                |
| Слуга народу           | Пушкаренко Арсеній Михайлович              | 81         |          | СН             |                |
| Слуга народу           | Заблоцький Мар'ян Богданович               | 82         |          | СН             |                |
| Слуга народу           | Клочко Андрій Андрійович                   | 83         |          | СН             |                |
| Слуга народу           | Овчинникова Юлія Юріївна                   | 84         |          | СН             |                |
| Слуга народу           | Мережко Олександр Олександрович            | 85         |          | СН             |                |
| Слуга народу           | Устенко Олексій Олегович                   | 86         |          | СН             |                |
| Слуга народу           | Кабанов Олександр Євгенійович              | 87         |          | СН             |                |
| Слуга народу           | Веніславський Федір Володимирович          | 88         |          | СН             |                |
| Слуга народу           | Булах Лада Валентинівна                    | 89         |          | СН             |                |
| Слуга народу           | Петруняк Євген Васильович                  | 90         |          | СН             |                |
| Слуга народу           | Маріковський Олександр Валерійович         | 91         |          | СН             |                |
| Слуга народу           | Федієнко Олександр Павлович                | 92         |          | СН             |                |
| Слуга народу           | Мотовиловець Андрій Вікторович             | 93         |          | СН             |                |
| Слуга народу           | Колісник Анна Сергіївна                    | 94         |          | СН             |                |
| Слуга народу           | Богуцька Єлізавета Петрівна                | 95         |          | СН             |                |
| Слуга народу           | Нагаєвський Артем Сергійович               | 96         |          | СН             |                |
| Слуга народу           | Потураєв Микита Русланович                 | 97         |          | СН             |                |
| Слуга народу           | Якименко Павло Віталійович                 | 98         |          | СН             |                |
| Слуга народу           | Кунаєв Артем Юрійович                      | 100        |          | СН             |                |
| Слуга народу           | Припутень Дмитро Сергійович                | 101        |          | СН             |                |
| Слуга народу           | Павлюк Максим Васильович                   | 102        |          | СН             |                |
| Слуга народу           | Мокан Василь Іванович                      | 103        |          | СН             |                |
| Слуга народу           | Підласа Роксолана Андріївна                | 104        |          | СН             |                |
| Слуга народу           | Торохтій Богдан Григорович                 | 105        |          | ЗМ             |                |
| Слуга народу           | Дмитрієва Оксана Олександрівна             | 106        |          | СН             |                |
| Слуга народу           | Шол Маргарита Віталіївна                   | 107        |          | СН             |                |
| Слуга народу           | Горбенко Руслан Олександрович              | 109        |          | СН             |                |
| Слуга народу           | Жупанин Андрій Вікторович                  | 110        |          | СН             |                |
| Слуга народу           | Тістик Ростислав Ярославович               | 111        |          | СН             |                |
| Слуга народу           | Кравчук Євгенія Михайлівна                 | 112        |          | СН             |                |
| Слуга народу           | Яковлєва Неллі Іллівна                     | 113        |          | СН             |                |
| Слуга народу           | Гривко Сергій Дмитрович                    | 114        |          | СН             |                |
| Слуга народу           | Павловський Петро Іванович                 | 115        |          | СН             |                |
| Слуга народу           | Вінтоняк Олена Василівна                   | 117        |          | СН             |                |
| Слуга народу           | Заславський Юрій Іванович                  | 118        |          | СН             |                |
| Слуга народу           | Задорожний Андрій Вікторович               | 119        |          | СН             |                |
| Слуга народу           | Шипайло Остап Ігорович                     | 120        |          | СН             |                |
| Слуга народу           | Шинкаренко Іван Анатолійович               | 121        |          | СН             |                |
| Слуга народу           | Крейденко Володимир Вікторович             | 123        |          | СН             |                |
| Слуга народу           | Тарасенко Тарас Петрович                   | 124        |          | СН             |                |
| Слуга народу           | Фролов Павло Валерійович                   | 126        |          | СН             |                |
| Слуга народу           | Новіков Михайло Миколайович                | 127        |          | СН             |                |
| Слуга народу           | Подгорна Вікторія Валентинівна             | 128        |          | СН             |                |
| Слуга народу           | Хоменко Олена Вікторівна                   | 129        |          | СН             |                |
| Слуга народу           | Остапенко Анатолій Дмитрович               | 130        |          | СН             | 03.09.2019     |
| Слуга народу           | Циба Тетяна Вікторівна                     | 131        |          | СН             | 03.09.2019     |
| Слуга народу           | Калаур Іван Романович                      | 132        |          | СН             | 03.09.2019     |
| Слуга народу           | Гришина Юлія Миколаївна                    | 133        |          | СН             | 03.09.2019     |
| Слуга народу           | Руденко Ольга Сергіївна                    | 134        |          | СН             | 03.09.2019     |
| Слуга народу           | Копиленко Олександр Любимович              | 135        |          | СН             | 15.10.2019     |
| Слуга народу           | Мандзій Сергій Володимирович               | 136        |          | СН             | 06.12.2019     |
| Слуга народу           | Санченко Олександр Володимирович           | 137        |          | СН             | 17.01.2020     |
| Слуга народу           | Маслов Денис Вячеславович                  | 138        |          | СН             | 16.06.2020     |
| Слуга народу           | Швачко Антон Олексійович                   | 139        |          | СН             | 07.09.2021     |
| Слуга народу           | Кострійчук Сергій Володимирович            | 140        |          | СН             | 16.11.2021     |
| Слуга народу           | Божков Олександр Валерійович               | 141        |          | СН             | 14.04.2022     |
| Слуга народу           | Васюк Олександр Олександрович              | 143        |          | СН             | 30.08.2022     |
| Слуга народу           | Короленко-Усова Валентина Юріївна          | 145        |          | СН             | 30.08.2022     |
| Слуга народу           | Локтіонова Наталія Валентинівна            | 146        |          | СН             | 09.08.2023     |
| Слуга народу           | Тарарін Микола Олександрович               | 147        |          | СН             | 23.08.2023     |
| Слуга народу           | Мельнік Сергій Васильович                  | 149        |          | СН             | 15.04.2025     |
| ОПЗЖ                   | Бойко Юрій Анатолійович                    | 1          |          | ПЖМ            |                |
| ОПЗЖ                   | Льовочкін Сергій Володимирович             | 5          |          | ПЖМ            |                |
| ОПЗЖ                   | Німченко Василь Іванович                   | 6          |          | ПЖМ            |                |
| ОПЗЖ                   | Шуфрич Нестор Іванович                     | 7          |          | ПЖМ            |                |
| ОПЗЖ                   | Ларін Сергій Миколайович                   | 8          |          | ПЖМ            | 03.09.2019     |
| ОПЗЖ                   | Дунаєв Сергій Володимирович                | 9          |          | ПЖМ            |                |
| ОПЗЖ                   | Столар Вадим Михайлович                    | 11         |          | ВУ             |                |
| ОПЗЖ                   | Іоффе Юлій Якович                          | 12         |          | ПЖМ            |                |
| ОПЗЖ                   | Папієв Михайло Миколайович                 | 13         |          | ПЖМ            |                |
| ОПЗЖ                   | Ісаєнко Дмитро Валерійович                 | 15         |          | ВУ             |                |
| ОПЗЖ                   | Скорик Микола Леонідович                   | 16         |          | ПЖМ            |                |
| ОПЗЖ                   | Суркіс Григорій Михайлович                 | 17         |          | ПЖМ            |                |
| ОПЗЖ                   | Кісільов Ігор Петрович                     | 18         |          | ВУ             |                |
| ОПЗЖ                   | Загородній Юрій Іванович                   | 19         |          | ПФ             |                |
| ОПЗЖ                   | Бурміч Анатолій Петрович                   | 20         |          | ВУ             |                |
| ОПЗЖ                   | Колтунович Олександр Сергійович            | 22         |          | ПЖМ            |                |
| ОПЗЖ                   | Мамка Григорій Миколайович                 | 23         |          | ПЖМ            |                |
| ОПЗЖ                   | Кальцев Володимир Федорович                | 24         |          | ПЖМ            |                |
| ОПЗЖ                   | Павленко Юрій Олексійович                  | 25         |          | ПЖМ            |                |
| ОПЗЖ                   | Приходько Наталія Ігорівна                 | 26         |          | ВУ             |                |
| ОПЗЖ                   | Чорний Віктор Іванович                     | 27         |          | ПЖМ            |                |
| ОПЗЖ                   | Борт Віталій Петрович                      | 28         |          | ПЖМ            |                |
| ОПЗЖ                   | Макаренко Михайло Васильович               | 29         |          | ПЖМ            |                |
| ОПЗЖ                   | Пузанов Олександр Геннадійович             | 32         |          | ПЖМ            |                |
| ОПЗЖ                   | Мамоян Суто Чолоєвич                       | 33         |          | ПЖМ            |                |
| ОПЗЖ                   | Качний Олександр Сталіноленович            | 36         |          | ПЖМ            |                |
| ОПЗЖ                   | Славицька Антоніна Керимівна               | 37         |          | ВУ             |                |
| ВО «Батьківщина»       | Тимошенко Юлія Володимирівна               | 1          |          | ВОБ            |                |
| ВО «Батьківщина»       | Тарута Сергій Олексійович                  | 2          |          | ВОБ            |                |
| ВО «Батьківщина»       | Наливайченко Валентин Олександрович        | 3          |          | ВОБ            |                |
| ВО «Батьківщина»       | Соболєв Сергій Владиславович               | 4          |          | ВОБ            |                |
| ВО «Батьківщина»       | Кондратюк Олена Костянтинівна              | 5          |          | ПФ             |                |
| ВО «Батьківщина»       | Кириленко Іван Григорович                  | 6          |          | ВОБ            |                |
| ВО «Батьківщина»       | Кожем'якін Андрій Анатолійович             | 7          |          | ВОБ            |                |
| ВО «Батьківщина»       | Немиря Григорій Михайлович                 | 8          |          | ВОБ            |                |
| ВО «Батьківщина»       | Власенко Сергій Володимирович              | 9          |          | ВОБ            |                |
| ВО «Батьківщина»       | Дубіль Валерій Олександрович               | 10         |          | ВОБ            |                |
| ВО «Батьківщина»       | Абдуллін Олександр Рафкатович              | 11         |          | ВОБ            |                |
| ВО «Батьківщина»       | Крулько Іван Іванович                      | 12         |          | ВОБ            |                |
| ВО «Батьківщина»       | Лабунська Анжеліка Вікторівна              | 13         |          | ВОБ            |                |
| ВО «Батьківщина»       | Бондарєв Костянтин Анатолійович            | 14         |          | ВОБ            |                |
| ВО «Батьківщина»       | Цимбалюк Михайло Михайлович                | 15         |          | ВОБ            |                |
| ВО «Батьківщина»       | Кучеренко Олексій Юрійович                 | 18         |          | ВОБ            |                |
| ВО «Батьківщина»       | Ніколаєнко Андрій Іванович                 | 19         |          | ВОБ            |                |
| ВО «Батьківщина»       | Волинець Михайло Якович                    | 20         |          | ВОБ            |                |
| ВО «Батьківщина»       | Пузійчук Андрій Вікторович                 | 21         |          | ВОБ            |                |
| ВО «Батьківщина»       | Кабаченко Володимир Вікторович             | 23         |          | ВОБ            |                |
| ВО «Батьківщина»       | Івченко Вадим Євгенович                    | 24         |          | ВОБ            |                |
| ВО «Батьківщина»       | Євтушок Сергій Миколайович                 | 25         |          | ВОБ            | 30.06.2020     |
| ВО «Батьківщина»       | Соколов Михайло Володимирович              | 26         |          | ВОБ            | 20.12.2023     |
| ВО «Батьківщина»       | Лукашук Богдан Олегович                    | 27         |          | ВОБ            | 06.12.2024     |
| ЄС                     | Порошенко Петро Олексійович                | 1          |          | ЄС             |                |
| ЄС                     | Парубій Андрій Володимирович               | 2          |          | ЄС             |                |
| ЄС                     | Геращенко Ірина Володимирівна              | 3          |          | ЄС             |                |
| ЄС                     | Федина Софія Романівна                     | 5          |          | ЄС             |                |
| ЄС                     | Джемілєв Мустафа                           | 6          |          | ЄС             |                |
| ЄС                     | Зінкевич Яна Вадимівна                     | 7          |          | ЄС             |                |
| ЄС                     | Чийгоз Ахтем Зейтуллайович                 | 8          |          | ЄС             |                |
| ЄС                     | Синютка Олег Михайлович                    | 9          |          | ЄС             |                |
| ЄС                     | Климпуш-Цинцадзе Іванна Орестівна          | 10         |          | ЄС             |                |
| ЄС                     | Герасимов Артур Володимирович              | 11         |          | ЄС             |                |
| ЄС                     | Кубів Степан Іванович                      | 12         |          | ЄС             |                |
| ЄС                     | Фріз Ірина Василівна                       | 13         |          | ЄС             |                |
| ЄС                     | Южаніна Ніна Петрівна                      | 14         |          | ЄС             |                |
| ЄС                     | Сюмар Вікторія Петрівна                    | 16         |          | ЄС             |                |
| ЄС                     | Ар'єв Володимир Ігорович                   | 17         |          | ЄС             |                |
| ЄС                     | Павленко Ростислав Миколайович             | 18         |          | ЄС             |                |
| ЄС                     | Величкович Микола Романович                | 19         |          | ЄС             |                |
| ЄС                     | Алєксєєв Сергій Олегович                   | 20         |          | ЄС             |                |
| ЄС                     | Князевич Руслан Петрович                   | 21         |          | ЄС             |                |
| ЄС                     | Саврасов Максим Віталійович                | 22         |          | ЄС             |                |
| ЄС                     | Іонова Марія Миколаївна                    | 23         |          | ЄС             |                |
| ЄС                     | В'ятрович Володимир Михайлович             | 25         |          | ЄС             | 03.12.2019     |
| ЄС                     | Никорак Ірина Петрівна                     | 26         |          | ЄС             | 28.03.2023     |
| Голос                  | Сірко (Клименко) Юлія Леонідівна           | 2          |          | ПГ             |                |
| Голос                  | Рудик Кіра Олександрівна                   | 3          |          | ПГ             |                |
| Голос                  | Железняк Ярослав Іванович                  | 4          |          | ПГ             |                |
| Голос                  | Устінова Олександра Юріївна                | 5          |          | ПГ             |                |
| Голос                  | Юрчишин Ярослав Романович                  | 7          |          | ПГ             |                |
| Голос                  | Рахманін Сергій Іванович                   | 8          |          | ПГ             |                |
| Голос                  | Бобровська Соломія Анатоліївна             | 9          |          | ПГ             |                |
| Голос                  | Стефанишина Ольга Анатоліївна              | 10         |          | ПГ             |                |
| Голос                  | Цабаль Володимир Володимирович             | 12         |          | ПГ             |                |
| Голос                  | Осадчук Андрій Петрович                    | 13         |          | ПГ             |                |
| Голос                  | Костенко Роман Васильович                  | 14         |          | ПГ             |                |
| Голос                  | Лозинський Роман Михайлович                | 15         |          | ПГ             |                |
| Голос                  | Совсун Інна Романівна                      | 16         |          | ПГ             |                |
| Голос                  | Василенко Леся Володимирівна               | 17         |          | ПГ             |                |
| Голос                  | Шараськін Андрій Андрійович                | 20         |          | ПГ             | 06.11.2020     |
| Голос                  | Хлапук Максим Миколайович                  | 22         |          | ПГ             | 18.10.2022     |
| Голос                  | Ташева Таміла Равілівна                    | 26         |          | ПГ             | 25.11.2024     |

### Депутати, що вибули
| Партія           | ПІБ                                         | № у списку | № округу | Дата вибуття |
| ---------------- | ------------------------------------------- | ---------- | -------- | ------------ |
| Слуга народу     | Венедіктова Ірина Валентинівна              | 3          |          | 14.01.2020   |
| Слуга народу     | Федоров Михайло Альбертович                 | 6          |          | 29.08.2019   |
| Слуга народу     | Ткаченко Олександр Владиславович            | 9          |          | 04.06.2020   |
| Слуга народу     | Криклій Владислав Артурович                 | 12         |          | 29.08.2019   |
| Слуга народу     | Оржель Олексій Анатолійович                 | 16         |          | 29.08.2019   |
| Слуга народу     | Монастирський Денис Анатолійович            | 19         |          | 16.07.2021   |
| Слуга народу     | Малюська Денис Леонтійович                  | 21         |          | 29.08.2019   |
| Слуга народу     | Холодов Андрій Іванович                     | 22         |          | 09.08.2023   |
| Слуга народу     | Верещук Ірина Андріївна                     | 29         |          | 04.11.2021   |
| Слуга народу     | Кубраков Олександр Миколайович              | 30         |          | 03.12.2019   |
| Слуга народу     | Коваленко Анна Миколаївна                   | 35         |          | 10.09.2019   |
| Слуга народу     | Арістов Юрій Юрійович                       | 42         |          | 27.07.2023   |
| Слуга народу     | Новосад Ганна Ігорівна                      | 50         |          | 29.08.2019   |
| Слуга народу     | Костін Андрій Євгенович                     | 108        |          | 27.07.2022   |
| Слуга народу     | Кормишкіна (Аллахвердієва) Ірина Валеріївна | 116        |          | 25.02.2025   |
| Слуга народу     | Совгиря Ольга Володимирівна                 | 122        |          | 27.07.2022   |
| Слуга народу     | Сольський Микола Тарасович                  | 125        |          | 24.03.2022   |
| ОПЗЖ             | Рабінович Вадим Зіновійович                 | 2          |          | 03.11.2022   |
| ОПЗЖ             | Медведчук Віктор Володимирович              | 3          |          | 13.01.2023   |
| ОПЗЖ             | Королевська Наталія Юріївна                 | 4          |          | 24.02.2023   |
| ОПЗЖ             | Козак Тарас Романович                       | 10         |          | 13.01.2023   |
| ОПЗЖ             | Абрамович Ігор Олександрович                | 14         |          | 06.02.2023   |
| ОПЗЖ             | Льовочкіна Юлія Володимирівна               | 21         |          | 01.12.2022   |
| ОПЗЖ             | Волошин Олег Анатолійович                   | 30         |          | 24.02.2023   |
| ОПЗЖ             | Плачкова Тетяна Михайлівна                  | 31         |          | 14.07.2023   |
| ОПЗЖ             | Кива Ілля Володимирович                     | 34         |          | 15.03.2022   |
| ОПЗЖ             | Кузьмін Ренат Равелійович                   | 35         |          | 13.01.2023   |
| ЄС               | Забродський Михайло Віталійович             | 4          |          | 20.03.2023   |
| ЄС               | Луценко Ірина Степанівна                    | 15         |          | 12.11.2019   |
| ВО «Батьківщина» | Данілов Віталій Богданович                  | 16         |          | 08.12.2023   |
| ВО «Батьківщина» | Бєлькова Ольга Валентинівна                 | 17         |          | 18.06.2020   |
| ВО «Батьківщина» | Шкрум Альона Іванівна                       | 22         |          | 03.12.2024   |
| Голос            | Вакарчук Святослав Іванович                 | 1          |          | 26.06.2020   |
| Голос            | Макаров Олег Анатолійович                   | 6          |          | 29.10.2024 † |
| Голос            | Умєров Рустем Енверович                     | 18         |          | 07.09.2022   |
| Самовисування    | Шпенов Дмитро Юрійович                      |            | 37       | 08.12.2023   |
| Слуга народу     | Трухін Олександр Миколайович                |            | 40       | 23.02.2023   |
| ОПЗЖ             | Солод Юрій Васильович                       |            | 47       | 24.02.2023   |
| Самовисування    | Єфімов Максим Вікторович                    |            | 48       | 08.12.2023   |
| Опозиційний блок | Требушкін Руслан Валерійович                |            | 50       | 16.12.2020   |
| Порядок          | Аксьонов Андрій Анатолійович                |            | 50       | 13.01.2023   |
| Опозиційний блок | Новинський Вадим Владиславович              |            | 57       | 08.07.2022   |
| ОПЗЖ             | Мороз Володимир Вікторович                  |            | 59       | 21.04.2025 † |
| Самовисування    | Лубінець Дмитро Валерійович                 |            | 60       | 01.07.2022   |
| Слуга народу     | Андрійович Зіновій Мирославович             |            | 87       | 17.11.2020   |
| Самовисування    | Іванчук Андрій Володимирович                |            | 88       | 25.09.2023 † |
| Самовисування    | Довгий Олесь Станіславович                  |            | 102      | 19.06.2025   |
| Голос            | Рущишин Ярослав Іванович                    |            | 117      | 24.07.2025 † |
| Слуга народу     | Васильковський Ігор Ігорович                |            | 139      | 03.11.2022   |
| Самовисування    | Деркач Андрій Леонідович                    |            | 159      | 13.01.2023   |
| Опозиційний блок | Шенцев Дмитро Олексійович                   |            | 176      | 21.09.2022   |
| Слуга народу     | Кучер Олексій Володимирович                 |            | 179      | 03.12.2019   |
| Самовисування    | Колихаєв Ігор Вікторович                    |            | 184      | 30.03.2021   |
| Слуга народу     | Ковальов Олексій Іванович                   |            | 186      | 28.08.2022 † |
| Слуга народу     | Скічко Олександр Олександрович              |            | 197      | 30.03.2021   |
| Самовисування    | Поляков Антон Едуардович                    |            | 206      | 08.10.2021 † |
| Самовисування    | Давиденко Валерій Миколайович               |            | 208      | 23.05.2020 † |
| Слуга народу     | Швець Сергій Федорович                      |            | 214      | 28.05.2025 † |

## Цікаві факти
- 1 березня 2023 року народний депутат від фракції «Голос» Ярослав Железняк і народна депутатка від «Слуги народу» Ольга Коваль одружились[44].
- Стало найдовшим скликанням в історії України, зокрема, 4 лютого 2025 року Верховна Рада уперше розпочала роботу 13-ї сесії чергового скликання[45].